# Таифа
Таѝфи (на арабски: طائفة) са мюсюлманските княжества в Андалус, възникнали след разпадането на Кордовския халифат през 1031 година.
В края на XI век повечето таифи са подчинени от Алморавидите, а след нов период на разцвет – в средата на XII век от Алмохадите. През XIII век, в хода на Реконкистата, таифите са завладени от християнските държави на Пиренейския полуостров.
- Таифите около 1031 г.
- Таифите около 1037 г.
- Таифите около 1080 г.